# NCB
För andra betydelser, se NCB (olika betydelser)
NCB AB, (ursprungligen Norrlands Skogsägares Cellulosa AB), Kramfors, svensk skogsindustrikoncern som existerade 1959–1994.
Helt dominerande inom NCB var Gunnar Hedlund, VD 1961–1973 och koncernchef och styrelseordförande 1973–1978. Under 1970-talet hamnade bolaget i en kris och svenska staten gick in med ekonomiskt stöd. I samband med detta tvingades Hedlund att avgå.

## Historia
Under 1930- och 1940-talen ansåg Sveriges skogsägarföreningar att de hade en svag förhandlingsposition gentemot skogsindustrin. Denna ägde ofta egen skog och var i hög grad självförsörjande med eget timmer vilket innebar att priset på timmerleveranser från andra skogsbrukare hölls nere. Bland skogsägarna ville man då på egen hand förädla timret till sågat virke för att på så vis få upp priserna.
1952 bildades Skogsägarnas Cellulosa AB av Skogsägarföreningarnas Riksförbund, Lantbruksförbundet och Riksförbundet Landsbygdens Folk med syftet att bygga en egen fabrik. Bolaget skulle drivas kooperativt med syfte att köpa träråvara av medlemmarna och göra trävaruprodukter i egna fabriker.
1956 började bygget av en sulfatfabrik i Mönsterås som invigdes 1959. Det fanns dock en spänning mellan skogsägare i södra och norra Sverige eftersom en industri i första hand måste köpa virke från närområdet.

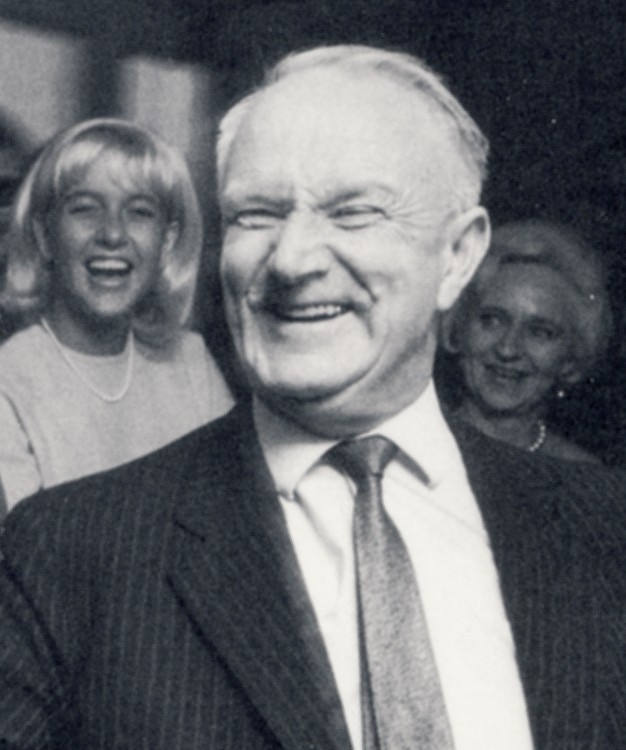
Gunnar Hedlund, 1966.

De norrländska skogsägarföreningarna bildade en industrikommitté och i denna blev Bondeförbundets partiledare Gunnar Hedlund ledamot. I början av 1958 föreslog kommittén att skogsägarföreningarna själva skulle bygga eller genom förvärv skaffa sig skogsindustri. I mars 1959 bildades Norrlands Skogsägares Cellulosa AB med Norrlands nio skogsägarföreningar, Lantbruksförbundet och LRF som ägare. Gunnar Hedlund blev styrelseordförande.
NCB började därefter att köpa befintliga skogsindustrier i Norrland. 
- 1961 köpte NCB Sandvikens sulfatfabrik i Kramfors av Graningeverken för 47 miljoner kronor samt massa- och pappersbruket i Hörnefors från MoDo för 57 miljoner kronor sommaren 1961.
- 1963 köpte man Hissmofors AB i Krokom med massafabrik, sågverk och träsliperi för 31 miljoner kronor.
- 1964 köpte man Forss AB utanför Örnsköldsvik för 17 miljoner kronor under våren.
- 1966 köptes Dynäs AB i Ådalen för 65 miljoner kronor.
- 1968 köptes Vallviks massafabrik av Korsnäs AB under sommaren för 28 miljoner kronor.

Genom dessa förvärv fick NCB en stor bredd i verksamheten med tillverkning av papper, massa, spånskivor, plywood, sågade varor och trähus.

## Ekonomisk kris
Under 1971 stod det klart att lagren ökade oroväckande vid massafabrikerna. 1972 försvagades marknaden för massa vilket försämrade likviditeten för alla svenska massabolag. För NCB försvårades detta eftersom bolaget inte hade någon stark bank bakom sig. LRF ställde upp med borgen på 25 miljoner kronor 1971 och följande år 20 miljoner kronor.
1974 blev ett bra år för den svenska skogsindustrin och NCB kunde fortsätta köpa företag. 1974 köptes Edsbyns träförädling i Edsbyn med en såg och en spånskivefabrik. På hösten 1974 köptes småhustillverkaren Elementhus i Mockfjärd för 110 miljoner kronor. 1975 köptes en fabrik för plywoodskivor i Johannedal från SCA för 15 miljoner kronor.
1975 köptes Torsviks sågverks AB i Härnösand och tillsammans med Vänerskog köpte man byggmaterialbolaget Kamphuys Loosbrock utanför Amsterdam i Nederländerna. Följande år köpte NCB säcktillverkaren Saccalain i Belgien för 17 miljoner kronor och Edet-gruppen med främst pappersbruket Edet Bruk i Lilla Edet utanför Göteborg.
1975 och 1976 blev ekonomiskt mycket dåliga för NCB, bland annat på grund av de höga löneökningarna 1974-1976 (70 % på tre år), sänkta världsmarknadspriser på massa, ofördelaktiga växelkurser och förlusterna från Elementhus. Genom införandet av lagerstöd stödde dock staten fortsatt produktion som man förhoppningsvis skulle kunna sälja senare när konjunkturen gick uppåt. Förekomsten av stora lager blev dock känd hos köparna och priserna förblev pressade.
I januari 1978 stod det klart att NCB var i kris. NCB:s koncernchef Gunnar Hedlund sökte upp industriminister Nils G. Åsling (NCB:s tidigare informationschef) och presenterade en krisplan med nedläggning av massafabrikerna och sänkta virkespriser till leverantörerna. I februari beslutade NCB:s styrelse om nedläggning av sulfitfabrikerna i Hissmofors och Sandviken. I mars stod det klart att bolaget var konkursmässigt. Försöket att stycka upp bolaget genomfördes inte utan istället beslutade Regeringen Ullsten att staten skulle bli majoritetsägare av bolaget.
1980 hade ett utländskt bankkonsortium under ledning av statliga PKbanken lånat ut 200 miljoner, men i november hotade detta att säga upp lånet om inte staten sköt till mer pengar. Ansvarigt statsråd var industriminister Nils G. Åsling som arbetat som informationschef på NCB 1963–1969 under Hedlund. Frågan vållade kris i Regeringen Fälldin II där Åsling ville hjälpa bolaget så långt som möjligt medan ekonomiminister Gösta Bohman ansåg att konkurs var ett alternativ även för statliga företag. Den akuta krisen avhjälptes genom att NCB fick 300 miljoner i gåva och 100 miljoner i lån.
Under 1982 lades Hörnefors bruk och Forss fabriker i Köpmanholmen ned. 
1994 samlades alla statliga skogsintressen i bolaget Assi Domän.